# Pseudomorpha

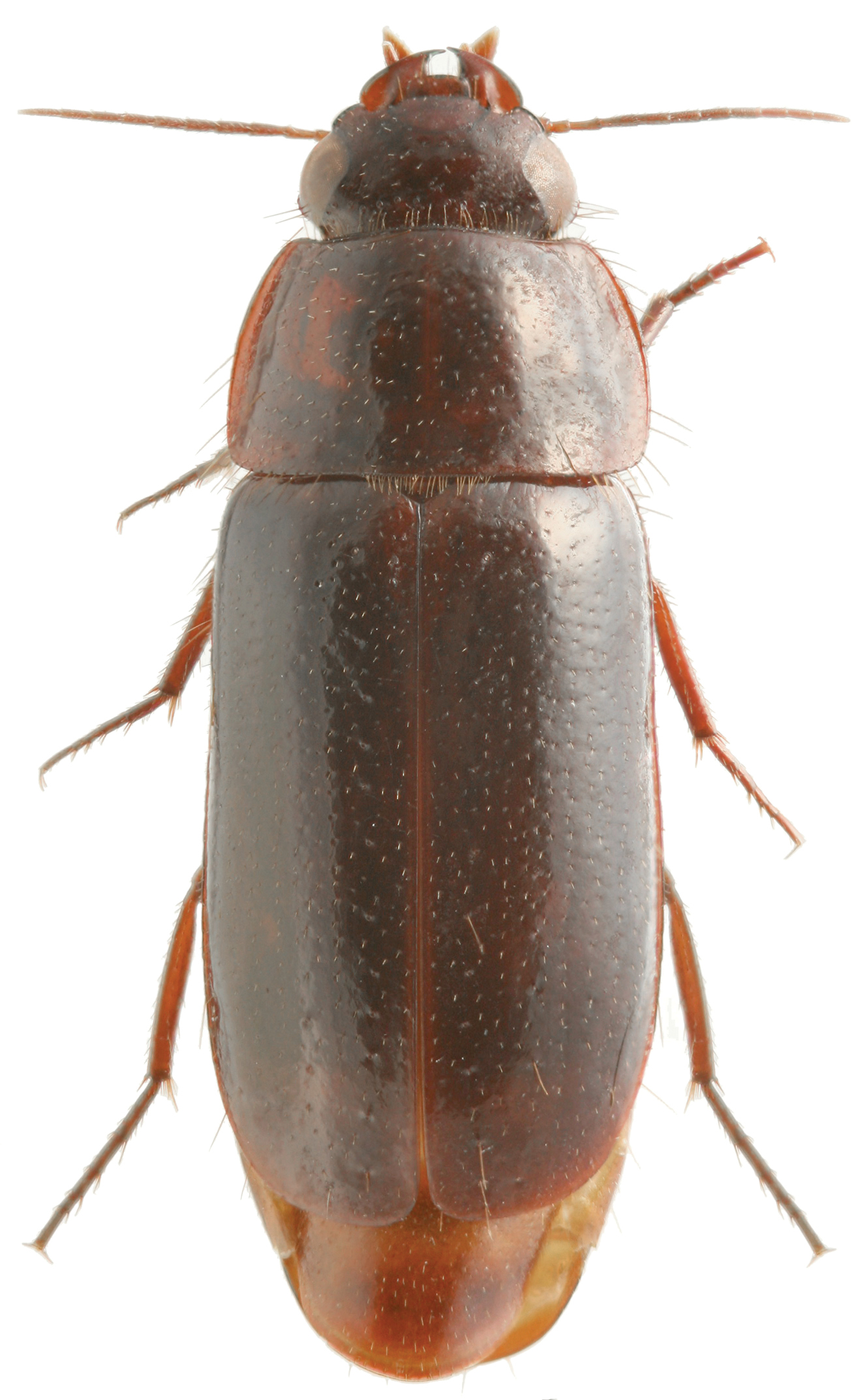
Pseudomorpha sp.

Pseudomorpha (лат.) — род мирмекофильных жужелиц подсемейства Harpalinae (триба Pseudomorphini). Северная и Южная Америка, Австралия.

## Описание
Длина около 5 мм. Тело широкое. Основная окраска буровато-чёрная. Надкрылья сзади округлые. Усиковые бороздки глубокие. Конечности скрыты под сплющенным телом вытянутой формы. Края переднеспинки с пучками коротких щетинок. Крылья развиты. Как и другие члены трибы, на стадии личинок живут в облигатном сожительстве с древесными муравьями, такими как Azteca.

## Классификация
Описано около 30 видов (и более 100 остаются неописанными). Иногда Pseudomorpha рассматривается в составе трибы Pseudomorphini в расширенном таксономическом объёме подсемейства харпалины (Harpalinae). Валидный статус рода подтверждён в ходе ревизии, проведённой в 1992 и 1997 годах немецким энтомологом Мартином Бэром (англ. Martin Baehr; München, Zoologische Staatssammlung München). В 2008 году несколько видов Pseudomorpha были выделены в отдельные рода: Notopseudomorpha (Pseudomorpha laevissima) — Tuxtlamorpha (Pseudomorpha tuxtla).
- Pseudomorpha alleni VanDyke, 1953
- Pseudomorpha alutacea Notman, 1925
- Pseudomorpha augustata G.Horn, 1883
- Pseudomorpha argentina Steinheil, 1869
- Pseudomorpha arrowi Notman, 1925
- Pseudomorpha behrensi G.Horn, 1870
- Pseudomorpha brevis Baehr, 1997
- Pseudomorpha caribbeana Darlington, 1935
- Pseudomorpha castanea Casey, 1909
- Pseudomorpha champlaini Notman, 1925
- Pseudomorpha confusa Notman, 1925
- Pseudomorpha consanguinea Notman, 1925
- Pseudomorpha cronkhitei G.Horn, 1867
- Pseudomorpha cylindrica Casey, 1889
- Pseudomorpha excrucians Kirby, 1825typus
- Pseudomorpha falli Notman, 1925
- Pseudomorpha gerstaeckeri Chaudoir, 1877
- Pseudomorpha glabra Ogueta, 1967
- Pseudomorpha huachinera  Amundson & Erwin, 2013
- Pseudomorpha hubbardi Notman, 1925
- Pseudomorpha insignis (Sloane, 1910)
- Pseudomorpha lacordairei (Dejean & Boisduval, 1829)
- Pseudomorpha laevissima (Chaudoir, 1852)
- Pseudomorpha parallela VanDyke, 1943
- Pseudomorpha patagonia  Erwin & Amundson, 2013
- Pseudomorpha penablanca  Amundson & Erwin, 2013
- Pseudomorpha peninsularis VanDyke, 1953
- Pseudomorpha pilatei Chaudoir, 1862
- Pseudomorpha pima  Amundson & Erwin, 2013
- Pseudomorpha ruficollis Casey, 1924
- Pseudomorpha santacruz  Erwin & Amundson, 2013
- Pseudomorpha santarita  Erwin & Amundson, 2013
- Pseudomorpha schwarzi Notman, 1925
- Pseudomorpha subangulata Baehr, 1997
- Pseudomorpha tenebroides Notman, 1925
- Pseudomorpha tuxtla Liebherr & Will, 1997
- Pseudomorpha vandykei Notman, 1925
- Pseudomorpha vicina Notman, 1925
- Pseudomorpha vindicata Notman, 1925